# Laguna de Joatzel
Laguna de Joatzel es el nombre que recibía, según una leyenda, una de las lagunas que ocupaban uno de los actuales barrios de Getafe, Comunidad de Madrid (España).
Antiguamente, en plena Edad Media, en la zona que actualmente está situado Getafe Norte había un grupo de lagunas actualmente inexistentes. De la mayor de esas antiguas lagunas ha surgido una leyenda que trata sobre una noble árabe que se enamoró de un noble cristiano. Al ser un amor imposible, la pareja de enamorados decidió terminar sus días sumergiéndose en la laguna para estar siempre juntos.
Actualmente, encima de lo que sería la laguna, se yergue el Instituto de Educación Secundaria Laguna de Joatzel, con su nombre en honor a la dama de la trágica leyenda.